# Bataille de Xiangyang
La bataille de Xiangyang (chinois simplifié : 襄阳之战 ; chinois traditionnel : 襄陽之戰 ; pinyin : xiāngyáng zhizhàn), plus souvent appelée par les chinois, la bataille de Xiangfan (襄樊之战 / 襄樊之戰, xiāngfán zhizhàn, « bataille de la clôture de Xiang(yang) »), 1267 – 14 mars 1273) est une bataille entre les forces mongoles de la dynastie Yuan commandée par Kubilai Khan, petit-fils de Gengis Khan et premier empereur mongol de Chine et la dynastie Song du Sud protégée par la ville fortifiée de Xiangyang, dans la province de Hubei. La ville fortifiée au bord de la rivière Han, affluent du Yangzi le rejoignant à Wuchang (dans l'actuelle Wuhan) est le dernier bastion avant l'accès au Yangzi, barrière protectrice naturelle entre le Nord et le Sud de la Chine.

## Contexte
La dynastie Song est minée par des intrigues et l'incompétence militaire de Jia Sidao mène la bataille au désastre. Il sera tué en 1275 lors de la bataille de Yihu et les Mongols finiront de conquérir le Sud de la Chine en quelques années, avec la bataille de Yamen en 1279, généralement considérée comme bataille finale décisive.

## Dans la culture
Cette bataille est présente dans la campagne du jeu de stratégie Age of Empires IV.